# Horst Seemann
Horst Seemann (ur. 11 kwietnia 1937 w Pyhanken, zm. 6 stycznia 2000 w Egling-Thanning) – niemiecki reżyser filmowy i scenarzysta. Na przestrzeni lat 1962–1995 wyreżyserował 19 filmów. Jego film Dojrzałe wiśnie z 1973 roku rywalizował na 8. Międzynarodowym Festiwalu Filmowym w Moskwie. Jego film Lekarki z 1984 roku rywalizował na 34. Międzynarodowym Festiwalu Filmowym w Berlinie.

## Wybrana filmografia
- Dojrzałe wiśnie (Reife Kirschen) (1973)
- Lekarki (Ärztinnen) (1984)